# 小池アミイゴ
小池 アミイゴ（こいけ アミイゴ、1962年 - ）は、日本のイラストレーター、画家。

## 経歴
群馬県勢多郡出身。群馬県立桐生南高等学校卒業。東洋大学文学部中国哲学文学科中退。セツ・モードセミナー卒業。
2018年TIS東京イラストレーターズ・ソサエティ副理事長。2019年からTIS東京イラストレーターズ・ソサエティ理事長。
2022年、『はるのひ』(徳間書店)で第27回日本絵本賞を受賞。

## 著書
- いつもの街で 小池アミイゴ 著 八曜社 1992 (八曜社の絵本館 ; 1)
- 決闘高田の馬場 小池アミイゴ 絵,大友博 文 アートン 2002 (Box絵草紙シリーズ ; v.2(痛快チャンバラ絵草紙))
- ロザリヨの刻 : 俳句えほん 卯木尭子 著,小池アミイゴ 絵 美研インターナショナル 2006 (華音シリーズ. アルカディアブックス)
- かぜひいた… 小池アミイゴ 作・絵 教育画劇 2015
- とうだい 斉藤倫 文,小池アミイゴ 絵 福音館書店 2016 (日本傑作絵本シリーズ)
- 小さな赤いめんどり アリソン・アトリー 作,神宮輝夫 訳,小池アミイゴ 絵 こぐま社 2017 (こぐまのどんどんぶんこ)
- うーこのてがみ : 水曜日郵便局 小池アミイゴ ぶん・え KADOKAWA 2018
- こぐまと星のハーモニカ 赤羽じゅんこ 作,小池アミイゴ 絵 フレーベル館 2020 (おはなしのまど ; 8)
- 奥会津のミュージアムを巡る : ライフミュージアムネットワーク2020奥会津スタディツアー記録集 小池アミイゴ テキスト,江畑芳 編集・デザイン,ライフミュージアムネットワーク実行委員会事務局 編集 ライフミュージアムネットワーク実行委員会 2020
- はるのひ : Koto and his father 小池アミイゴ 作・絵 徳間書店 2021
- 台湾客家スケッチブック : 客家の人と暮らしにふれる旅 小池アミイゴ 絵と文,台湾客家スケッチブック編集部 編 KADOKAWA 2022
- ポストがぽつん 北川チハル 文,小池アミイゴ 絵 アリス館 2023